# Kaptajn Rex
Kaptajn Rex (markeringsnummer CT-7567) er en fiktiv karakter i Star Wars-serien skabt af George Lucas. Han blev introduceret som hovedperson i den animerede The Clone Wars 2008-film og den relaterede tv-serie af samme navn. Rex er en ARC-soldat i Republikkens Forsvar, klonet fra dusørjægeren Jango Fett, og tjener den Galaktiske Republik under sin overordnede Jedi-ridder og Jedi-general Anakin Skywalker og Jedi-kommandør Ahsoka Tano. Siden hans debut i The Clone Wars har han også optrådt i Star Wars Rebels tv-serien fra 2014, Star Wars: De hårde hunde tv-serien fra 2021, Tales of the Jedi tv-serien fra 2022 og adskillige spin-off medier. Ligesom alle klonsoldater i The Clone Wars, Rebels og De hårde hunde, lægger Dee Bradley Baker stemme til Rex.